# Primera B 1997 (Colombia)
La  Temporada 1997 de la Primera B, conocida como Copa Concasa 1997 por motivos comerciales, fue la octava en la historia de la segunda división del fútbol profesional colombiano.

## Sistema del torneo
Los 16 equipos participantes se enfrentaron en una primera vuelta divididos en 2 grupos de 8 equipos regionales, pasando después a 4 cuadrangulares para completar 20 fechas en reclasificación, las cuales los seis mejores avanzaron a un hexagonal final para definir al campeón que lograría el ascenso a la Primera A en el Campeonato colombiano 1998.

## Datos de los clubes

### Relevo anual de clubes
| Ascendido a la Primera A                             |
| ---------------------------------------------------- |
| Deportivo Unicosta (Campeón de la Primera B 1996-97) |

| Descendido a la Primera B                                  |
| ---------------------------------------------------------- |
| Cúcuta Deportivo (Peor promedio acumulado en la Primera A) |

| Ascendido a la Primera B                                                            |
| ----------------------------------------------------------------------------------- |
| Atlético Buenaventura (Asciende por la ficha de América B, campeón de la Primera C. |

| Descendido a la Primera C                                                |
| ------------------------------------------------------------------------ |
| River Plate de Buga (Último lugar en la reclasificación de la Primera B) |

### Equipos participantes
- Real Floridablanca reemplaza a Independiente Popayán.

| Equipo                | Departamento       | Ciudad          | Estadio                             |
| --------------------- | ------------------ | --------------- | ----------------------------------- |
| Alianza Llanos        | Meta               | Villavicencio   | Manuel Calle Lombana                |
| Alianza Petrolera     | Santander          | Barrancabermeja | Daniel Villa Zapata                 |
| Atlético Buenaventura | Valle del Cauca    | Buenaventura    | Marino Klinger                      |
| Atlético Córdoba      | Córdoba            | Cereté          | Alberto Saibis Saker                |
| Atlético Huila        | Huila              | Neiva           | Guillermo Plazas Alcid              |
| Bello F. C.           | Antioquia          | Bello           | Tulio Ospina                        |
| Cooperamos Tolima     | Tolima             | Ibagué          | Manuel Murillo Toro                 |
| Cúcuta Deportivo      | Norte de Santander | Cúcuta          | General Santander                   |
| Deportivo Antioquia   | Antioquia          | Itagüí          | Metropolitano Ciudad de Itagüí      |
| Deportivo Pasto       | Nariño             | Pasto           | Departamental Libertad              |
| Deportivo Rionegro    | Antioquia          | Rionegro        | Alberto Grisales                    |
| El Cóndor             | Bogotá, D. C.      | Bogotá          | El Campincito Estadio Olaya Herrera |
| Girardot F. C.        | Cundinamarca       | Girardot        | Luis Antonio Duque Peña             |
| Lanceros Boyacá       | Boyacá             | Tunja           | La Independencia                    |
| Real Cartagena        | Bolívar            | Cartagena       | Pedro de Heredia                    |
| Real Floridablanca    | Santander          | Floridablanca   | Álvaro Gómez Hurtado                |

## Primera Fase Octogonales
Grupo A
```
1.Cúcuta        14  
2.Cartagena     14  
3.Antioquia     14  
4.Floridablanca 14  
5.Córdoba       14  
6.Petrolera     14  
7.Bello         14   
8.Rionegro      14   
```

Grupo B
```
1.Huila         14  
2.Lanceros      14  
3.Cooperamos    14  
4.Pasto         14  
5.Girardot      14  
6.Llanos        14  
7.Buenaventura  14   
8.El Cóndor     14
```

## Reclasificación
| Pos. | Equipos               | Pts. | Bon. |
| ---- | --------------------- | ---- | ---- |
| 1.   | Atlético Huila        | 43   | 2    |
| 2.   | Cúcuta Deportivo      | 40.5 | 1.5  |
| 3.   | Real Cartagena        | 39.5 | 1.5  |
| 4.   | Bello Fútbol Club     | 39.5 | 1.5  |
| 5.   | Girardot F.C          | 38.5 | 1.5  |
| 6.   | Cooperamos Tolima     | 38   | 0    |
| 7.   | Alianza Petrolera     | 36   | 0    |
| 8.   | Deportivo El Cóndor   | 35   | 0    |
| 9.   | Deportivo Rionegro    | 35   | 0    |
| 10.  | Lanceros Boyacá       | 34   | 0    |
| 11.  | Deportivo Pasto       | 34   | 0    |
| 12.  | Atlético Buenaventura | 33   | 0    |
| 13.  | Real Floridablanca    | 25   | 0    |
| 14.  | Atlético Córdoba      | 24   | 0    |
| 15.  | Deportivo Antioquia   | 23   | 0    |
| 16.  | Alianza Llanos        | 22   | 0    |

|  |                                    |
|  | Clasificados a la siguiente ronda. |
|  | Eliminados.                        |
|  | Descendido a la Primera C.         |

## Hexagonal final
| Pos | Equipo            | Pts | PJ | PG | PE | PP | GF | GC | Dif |
| --- | ----------------- | --- | -- | -- | -- | -- | -- | -- | --- |
| 1.  | Atlético Huila    | 21  | 10 | 5  | 4  | 1  | 11 | 4  | 7   |
| 2.  | Cúcuta Deportivo  | 19  | 10 | 4  | 4  | 2  | 11 | 9  | 2   |
| 3.  | Real Cartagena    | 18  | 10 | 4  | 4  | 2  | 14 | 10 | 4   |
| 4.  | Bello F. C.       | 13  | 10 | 3  | 3  | 4  | 8  | 10 | -2  |
| 5.  | Girardot F. C.    | 10  | 10 | 2  | 4  | 4  | 9  | 11 | -2  |
| 6.  | Cooperamos Tolima | 7   | 10 | 1  | 3  | 6  | 8  | 15 | -7  |

 Pts=Puntos; PJ=Partidos jugados; G=Partidos ganados; E=Partidos empatados; P=Partidos perdidos; GF=Goles a favor; GC=Goles en contra; DIF=Diferencia de gol
|  | Asciende a la Primera A en 1998. |

### Resultados
| Fecha 1 [Nov 15,16] | Fecha 1 [Nov 15,16] | Fecha 1 [Nov 15,16] |
| Equipo local        | Resultado           | Equipo visitante    |
| ------------------- | ------------------- | ------------------- |
| Cúcuta Deportivo    | 2 - 0               | Cooperamos Tolima   |
| Girardot F. C.      | 0 - 0(5-4)          | Atlético Huila      |
| Bello F. C.         | 0 - 0(4-3)          | Real Cartagena      |

| Fecha 2 [Nov 19]  | Fecha 2 [Nov 19] | Fecha 2 [Nov 19] |
| Equipo local      | Resultado        | Equipo visitante |
| ----------------- | ---------------- | ---------------- |
| Atlético Huila    | 2 - 1            | Bello F. C.      |
| Real Cartagena    | 2 - 2(5-4)       | Cúcuta Deportivo |
| Cooperamos Tolima | 1 - 2            | Girardot F. C.   |

| Fecha 3 [Nov 23]  | Fecha 3 [Nov 23] | Fecha 3 [Nov 23] |
| Equipo local      | Resultado        | Equipo visitante |
| ----------------- | ---------------- | ---------------- |
| Cúcuta Deportivo  | 0 - 0(5-4)       | Atlético Huila   |
| Girardot F. C.    | 3 - 1            | Bello F. C.      |
| Cooperamos Tolima | 2 - 2(2-4)       | Real Cartagena   |

| Fecha 4 [Nov 26,27] | Fecha 4 [Nov 26,27] | Fecha 4 [Nov 26,27] |
| Equipo local        | Resultado           | Equipo visitante    |
| ------------------- | ------------------- | ------------------- |
| Real Cartagena      | 3 - 1               | Girardot F. C.      |
| Bello F. C.         | 1 - 0               | Cúcuta Deportivo    |
| Atlético Huila      | 2 - 0               | Cooperamos Tolima   |

| Fecha 5 [Nov 30] | Fecha 5 [Nov 30] | Fecha 5 [Nov 30]  |
| Equipo local     | Resultado        | Equipo visitante  |
| ---------------- | ---------------- | ----------------- |
| Real Cartagena   | 2 - 0            | Atlético Huila    |
| Bello F. C.      | 2 - 1            | Cooperamos Tolima |
| Cúcuta Deportivo | 1 - 0            | Girardot F. C.    |

| Fecha 6 [Dec 3]   | Fecha 6 [Dec 3] | Fecha 6 [Dec 3]  |
| Equipo local      | Resultado       | Equipo visitante |
| ----------------- | --------------- | ---------------- |
| Atlético Huila    | 1 - 0           | Real Cartagena   |
| Cooperamos Tolima | 2 - 1           | Bello F. C.      |
| Girardot F. C.    | 1 - 1(2-4)      | Cúcuta Deportivo |

| Fecha 7 [Dec 7] | Fecha 7 [Dec 7] | Fecha 7 [Dec 7]   |
| Equipo local    | Resultado       | Equipo visitante  |
| --------------- | --------------- | ----------------- |
| Atlético Huila  | 3 - 1           | Cúcuta Deportivo  |
| Bello F. C.     | 2 - 1           | Girardot F. C.    |
| Real Cartagena  | 1 - 0           | Cooperamos Tolima |

| Fecha 8 [Dec 10]  | Fecha 8 [Dec 10] | Fecha 8 [Dec 10] |
| Equipo local      | Resultado        | Equipo visitante |
| ----------------- | ---------------- | ---------------- |
| Girardot F. C.    | 1 - 1(4-3)       | Real Cartagena   |
| Cúcuta Deportivo  | 1 - 1(6-5)       | Bello F. C.      |
| Cooperamos Tolima | 0 - 0(3-4)       | Atlético Huila   |

| Fecha 9 [Dec 13]  | Fecha 9 [Dec 13] | Fecha 9 [Dec 13] |
| Equipo local      | Resultado        | Equipo visitante |
| ----------------- | ---------------- | ---------------- |
| Cooperamos Tolima | 0 - 1            | Cúcuta Deportivo |
| Atlético Huila    | 3 - 0            | Girardot F. C.   |
| Real Cartagena    | 1 - 0            | Bello F. C.      |

| Fecha 10 [Dec 17] | Fecha 10 [Dec 17] | Fecha 10 [Dec 17] |
| Equipo local      | Resultado         | Equipo visitante  |
| ----------------- | ----------------- | ----------------- |
| Bello F. C.       | 0 - 0(4-5)        | Atlético Huila    |
| Cúcuta Deportivo  | 2 - 1             | Real Cartagena    |
| Girardot F. C.    | 1 - 1(4-5)        | Cooperamos Tolima |

|                                   |
| Bandera de Colombia               |
| Campeón Atlético Huila 2.º título |